# Logan (Utah)
Logan is een plaats (city) in de Amerikaanse staat Utah, en valt bestuurlijk gezien onder Cache County.

## Demografie
Bij de volkstelling in 2000 werd het aantal inwoners vastgesteld op 42.670.
In 2006 is het aantal inwoners door het United States Census Bureau geschat op 47.660, een stijging van 4990 (11.7%).

## Geografie
Volgens het United States Census Bureau beslaat de plaats een oppervlakte van
44,2 km², waarvan 42,8 km² land en 1,4 km² water. Logan ligt op ongeveer 1432 m boven zeeniveau.

## Plaatsen in de nabije omgeving
De onderstaande figuur toont nabijgelegen plaatsen in een straal van 8 km rond Logan.

## Geboren
- John Gilbert (1899-1936), acteur
- Kip Thorne (1940), natuurkundige en Nobelprijswinnaar (2017)

## Galerij

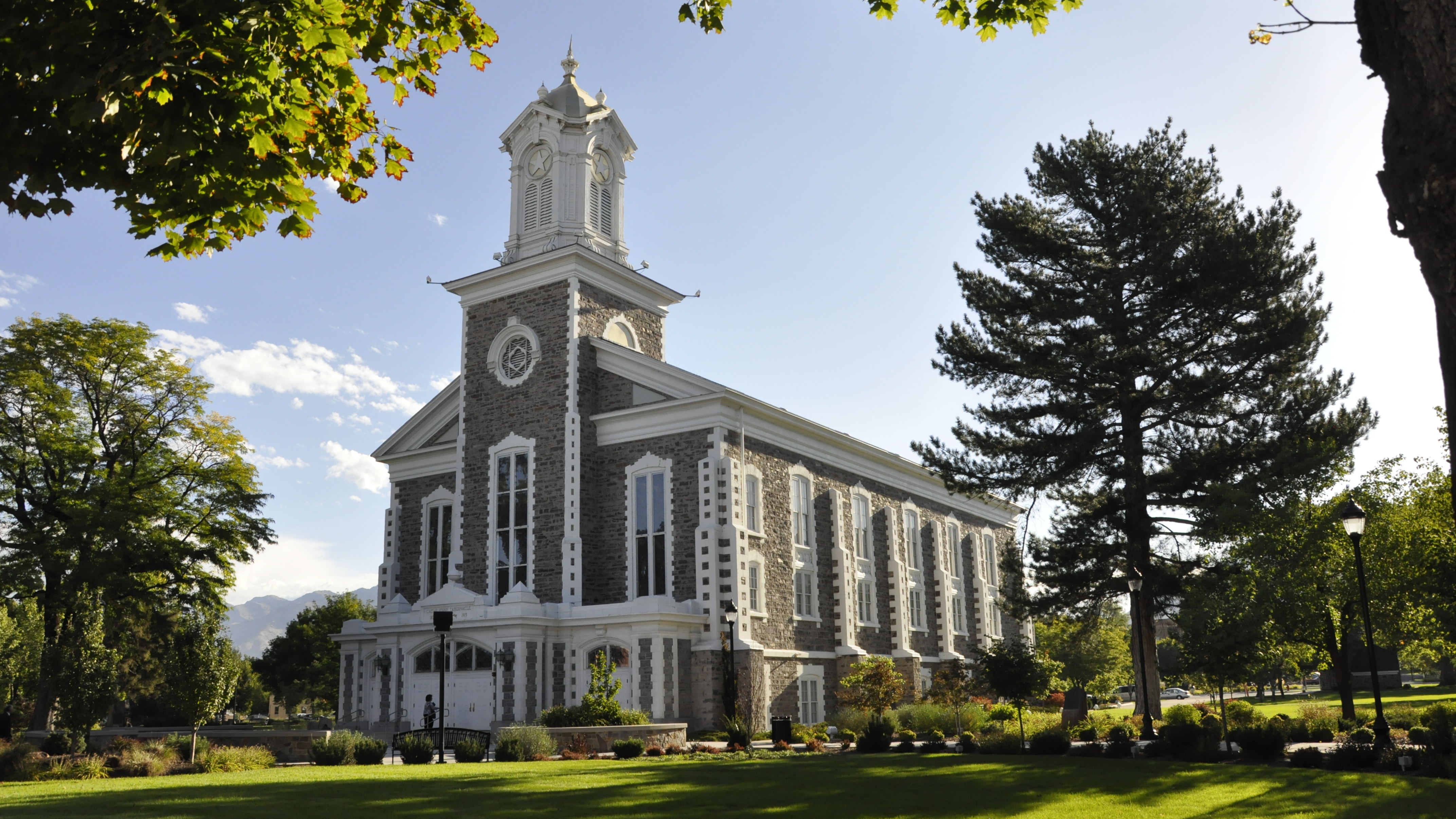
Kerk van de mormonen te Logan
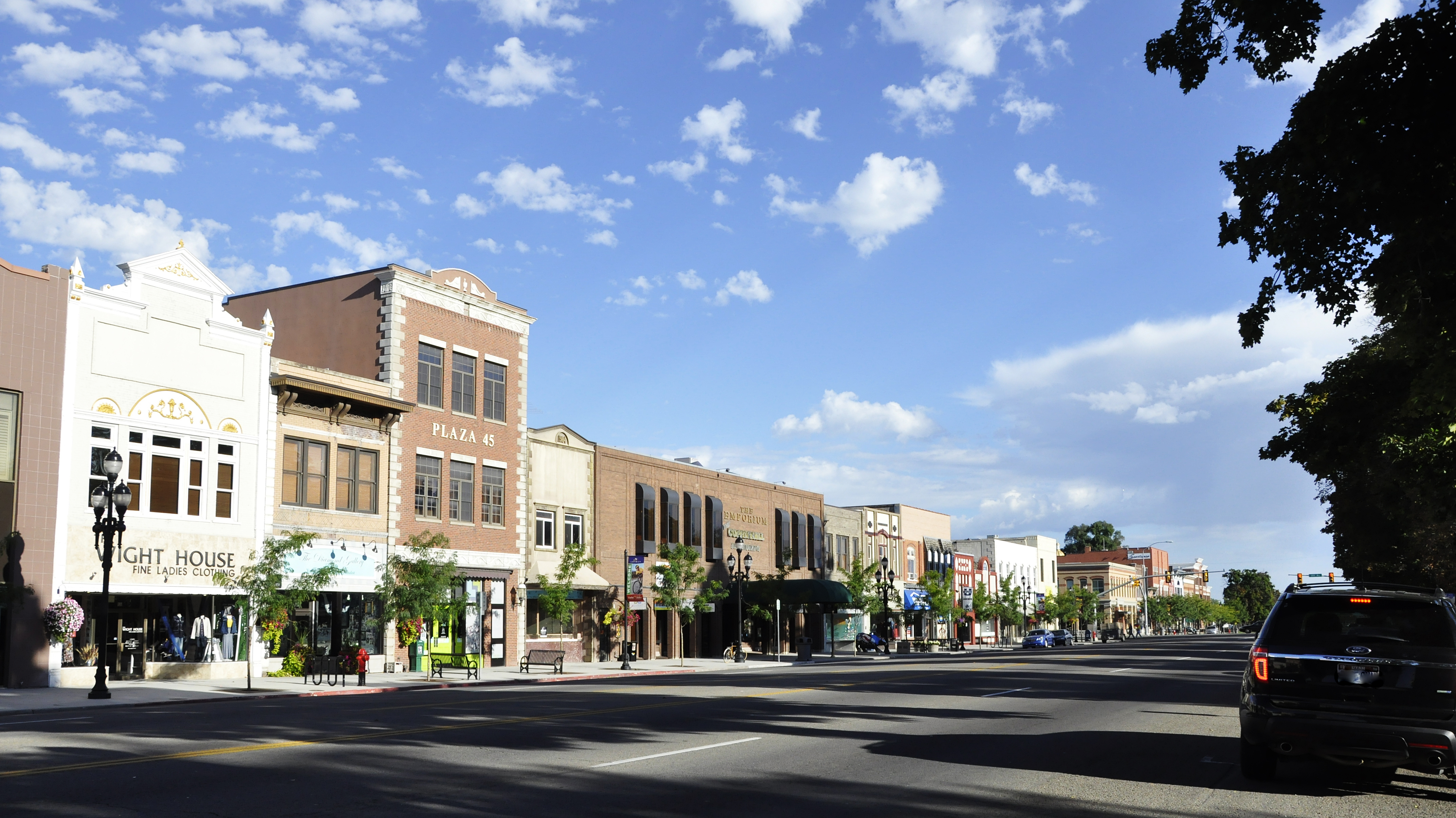
De hoofdstraat van Logan
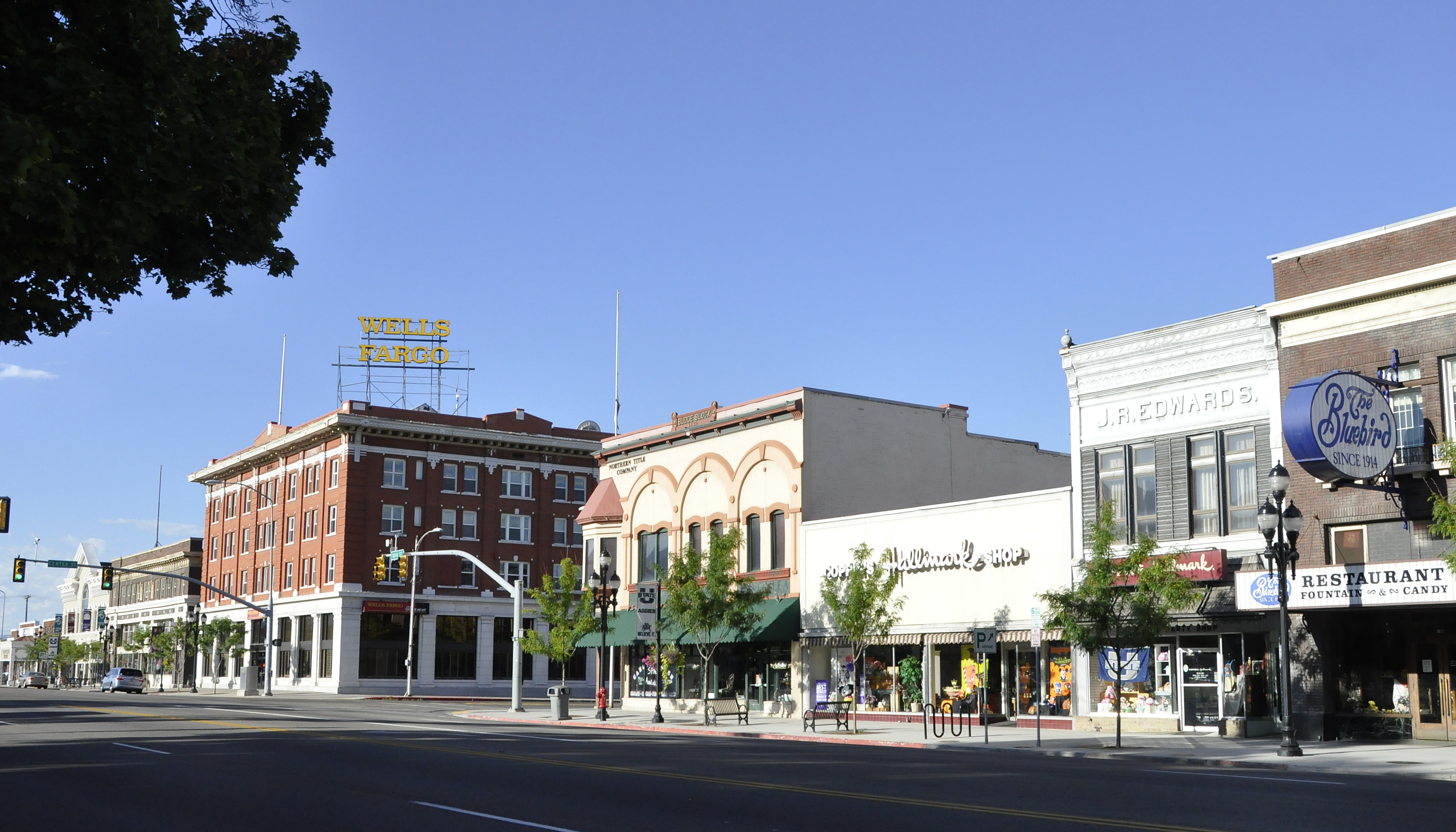
Logan